# Раджабов Назір Раджабович
Назір Раджабович Раджабов (9 травня 1939, тепер Бухарська область, Узбекистан) — радянський узбецький діяч, перший секретар Наманганського і Самаркандського обкомів КП Узбекистану. Депутат Верховної ради Узбецької РСР. Депутат Верховної ради СРСР 11-го скликання.

## Життєпис
У 1961 році закінчив Середньоазіатський політехнічний інститут у Ташкенті, здобув спеціальність інженер-механік.
У 1961—1964 роках — інженер-конструктор, провідний конструктор, керівник групи державного конструкторського бюро заводу.
У 1964—1967 роках — головний спеціаліст, директор Куюмазарського кар'єру Узбецької РСР.
Член КПРС з 1967 року.
У 1970—1975 роках — керуючий тресту № 163 Міністерства будівництва Узбецької РСР.
У 1975—1977 роках — секретар Бухарського обласного комітету КП Узбекистану.
У 1977—1978 роках — завідувач відділу будівництва та міського господарства ЦК КП Узбекистану.
21 грудня 1978 — 3 лютого 1983 року — міністр сільського будівництва Узбецької РСР.
3 лютого 1983 — 1984 року — міністр будівництва Узбецької РСР.
У 1984 — 5 жовтня 1987 року — 1-й секретар Наманганського обласного комітету КП Узбекистану.
3 жовтня 1987 — 19 жовтня 1988 року — 1-й секретар Самаркандського обласного комітету КП Узбекистану.
19 жовтня 1988 року звільнений з посади «як такий, що скомпрометував себе», відразу заарештований співробітниками прокуратури СРСР. Утримувався під вартою протягом 9 місяців. Під час розслідування висунуті йому звинувачення не знайшли підтвердження. Кримінальну справу стосовно Назіра Раджабова припинено за відсутністю складу злочину.
Подальша доля невідома.

## Нагороди
- орден Леніна
- орден Жовтневої Революції
- Державна премія СРСР
- Державна премія Узбецької РСР
- медалі